# کامان‌ولث بانک
کامان‌ولت بانکِ استرالیا (به انگلیسی: Commonwealth Bank of Australia) مشهور به کام‌بانک، شرکت خدمات مالی و بانکداری استرالیایی است، که بزرگترین بانک استرالیا می‌باشد و هم‌اکنون با بیش از ۹۸۳ میلیارد دلار دارایی، به‌عنوان بزرگترین بانک این کشور و بزرگترین شرکت استرالیایی، بر پایه میزان دارایی‌ها، شناخته می‌شود.
کام‌بانک در ماه دسامبر سال ۱۹۱۱ توسط دولت استرالیا تأسیس شد و در سال ۱۹۹۶ خصوصی اعلام شد. این بانک در حال حاضر دارای عملیات در ایالات متحده آمریکا، نیوزیلند، بریتانیا و آسیا می‌باشد.
شعبه مرکزی این بانک در شهر سیدنی، استرالیا قرار دارد و بخشی از سهام آن در بازار بورس اوراق بهادار استرالیا معامله می‌شود، کامان‌ولت همچنین از نظر میزان ارزش بازار سرمایه، بزرگترین شرکت عضو بورس استرالیا می باشد.